# Eagle, England
Eagle är en by i civil parish Eagle and Swinethorpe, i distriktet North Kesteven, i grevskapet Lincolnshire, i England. Byn är belägen 11 km från Lincoln. Eagle var en civil parish fram till 1931 när blev den en del av Eagle and Swinethorpe. Civil parish hade 371 invånare år 1921. Byn nämndes i Domedagsboken (Domesday Book) år 1086, och kallades då Ac(he)lei/Acley/Akeley/Aycle.